# 에스타디오 하이메 모론 레온
에스타디오 하이메 모론 레온(스페인어: Estadio Jaime Morón Leóns)은 콜롬비아 볼리바르주 카르타헤나에 위치한 다목적 경기장이다. 주로 축구 경기에 사용되며, 레알 카르타헤나의 홈구장이다. 1958년에 건설되었으며 수용 인원은 17,200명으로, 2011년 FIFA U-20 월드컵 경기가 당시 16,068명을 수용했었다.